# Club Presidente Hayes
El Club Presidente Hayes es un club de fútbol de Paraguay, del barrio de Tacumbú de Asunción, fundado en 1907. Campeón en el año 1952 de la Primera División. Actualmente milita en la tercera división del fútbol paraguayo.
A nivel sudamericano, es uno de los clubes con mayor cantidad de campeonatos en torneos de ascenso. Su última conquista se dio en el 2006 cuando logró el título de la Tercera División. 
Su actual presidente es Julio Carlos Gómez, quien varias veces ocupara el cargo de director técnico, con puestos dirigenciales en el pasado reciente de la institución, como una de las vicepresidencias en la temporada 2011.
El club también participa en la Categoría Honor de Futsal, segunda división del sistema de ligas de futsal del país.
Una de las disciplinas en la que el club también compite es en fútbol playa, jugando en la Superliga APF de Fútbol Playa, donde salió campeón en la edición 2022. En junio del 2023, también se consagró campeón invicto de la Copa Libertadores de Fútbol Playa, siendo el primer equipo no brasileño en conseguir dicho título.

## Historia

### Fundación
Fundado el 8 de noviembre de 1907, su primer titular fue el señor Ramón Lond, en cuyo domicilio se suscribió el acta fundacional.
El club lleva dicho nombre en honor al expresidente estadounidense Rutherford B. Hayes, quien había favorecido a Paraguay en una decisión arbitraria territorial luego de la Guerra de la Triple Alianza.
A pesar de ser un equipo pequeño, tiene el honor de haber ganado un campeonato de la Primera División en el año 1952, además de tener 8 títulos en la Segunda División, siendo el más ganador de esa división. 

### Otras disciplinas deportivas
Su rico historial incluye participaciones en otras disciplinas como básquetbol, futsal FIFA o bochas, además de constituirse en el pasado en un ente formador de boxeadores y atletas como José Anastacio Zelaya, quien durante varios años mantuvo el récord nacional de los 100 metros llano. La época más brillante del club fue durante la década del '50, del siglo XX.
La institución además intervino en la creación de múltiples federaciones de diversas disciplinas deportivas, de la mano de destacados dirigentes y atletas. Su historia está llena de grandes figuras como las hermanas Nunila y Dionisia Echagüe, integrantes del seleccionado paraguayo de básquetbol campeón sudamericano de 1962; Julio César Gill, Diógenes Olmedo, Cecilio Bóveda, Juan Abdon Jure, entre otros sobresalientes del ciclismo paraguayo; Sixto Giménez, en boxeo; en fútbol playa, logrando el campeonato de la Copa Libertadores de Fútbol Playa 2022, Sixto Cantero, los hermanos Néstor y Milciades Medina, Carlos Benítez y el mismo DT Joaquín Molas integrantes de la selección paraguaya campeona de la Copa América 2022, así como un subcampeonato en la Copa Libertadores de Fútbol Playa 2023; en fútbol, además de los campeones del '52 se pueden mencionar a Rubén Noceda, arquero integrante del seleccionado campeón del sudamericano de 1953, Francisco "Kiko" Reyes, habilidoso jugador, y los goleadores históricos de los campeonatos oficiales, Sixto Noceda, con 18 tantos en 1944 (lugar compartido con Porfirio Rolón, del club Libertad) y Antonio Acosta, con 15 anotaciones en 1953. Entre los directivos se destaca a Juan Alfonso Borgognon, quien llevó al baloncesto paraguayo a sitiales de privilegio a nivel sudamericano.

### Los colores
Además del nombre en honor a Rutherford B. Hayes, se decidió adoptar los colores de la bandera de Estados Unidos para el uniforme, manteniendo siempre rayas verticales blanquirrojas en su camiseta y el azul como color predominante en el pantaloncito. El diseño solo tuvo algunas variaciones a lo largo de la historia o según necesidad de vestir uniforme alternativo. De todo esto surgió el apelativo "Yankee". Aunque también se conoce al cuadro como "Equipo de Estrellitas" en alusión a las cinco estrellas blancas con fondo azul, del escudo de la institución. Menos difundido es el apodo de "Elenco de franjas de ceibo y jazmín", que aparece en la polka compuesta por el poeta Carlos Miguel Jiménez, con música de Toledo Núñez.

### Primeros campeonatos
El club fue uno de los primeros clubes afiliados a la Liga Paraguaya de Football Association fundada en 1906. Así tras lograr su primer título oficial en la Segunda División en el año 1911, participó en el sexto campeonato oficial de la Primera División del año 1912. 
Al terminar en último lugar en su primera intervención en la Primera División, el club descendió de nuevo a la Segunda División, pero por situaciones políticas de la época y ante la falta de jugadores, el club no participó entre 1913 y 1916 de ninguna competencia oficial. Recién volvió a la competencia en el año 1917.
En el año 1919 ganó el campeonato de la Segunda División, denominado en ese entonces "División Intermedia". Participó en los campeonatos de la Primera División entre los años 1920 y 1928 (salvo el año 1922 que no hubo campeonato) descendiendo a la Segunda División al terminar último en ese campeonato.
En el año 1929 logró el subcampeonato de la Segunda División, y su ascenso a la Primera División. Volvió a jugar en la Primera División en los campeonatos de 1930 y 1931, luego se vino la pausa en el deporte paraguayo por la Guerra del Chaco.
En 1935 al reanudarse la competencia oficial, el club vuelve al campeonato de Primera División, compitió en la máxima categoría desde el año de su reanudación en forma ininterrumpida hasta el año 1957, en ese periodo en primera logró su título de la máxima categoría.

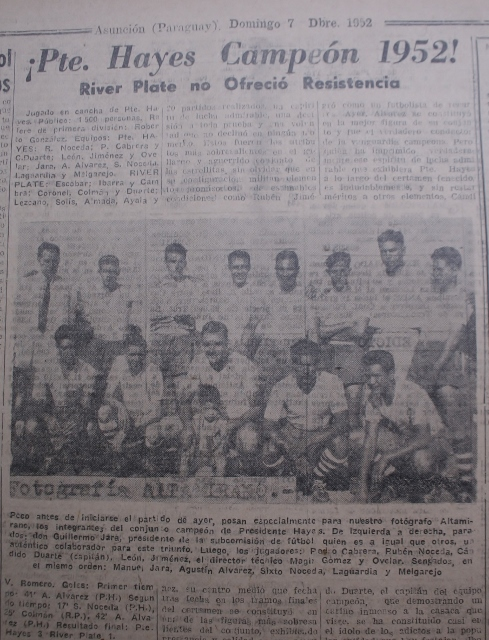
Equipo del club Presidente Hayes, campeón torneo futbol paraguayo diciembre 1952

### El título de 1952

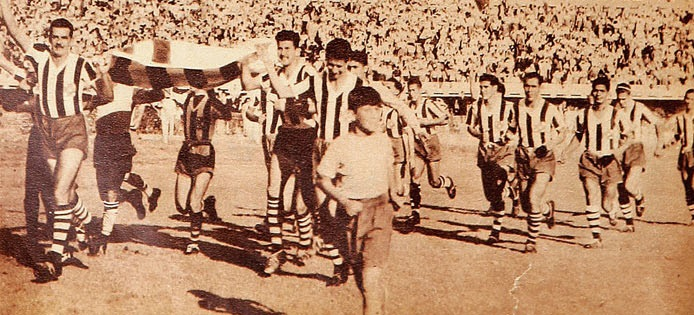
Presidente Hayes en la Copa Montevideo 1953.

En el año 1952 el club logró su mayor éxito, ganó el campeonato de Primera División, logrando 28 puntos en total, cuatro puntos más que los clubes Sol de América y Libertad, fueron parte de ese plantel campeón Rubén Noceda, Asunción Caballero, Pedro Cabrera, Cándido Duarte (capitán), Gregorio Ovelar, Francisco León, Rubén Jiménez, Domínguez, Agustín Álvarez, Sixto "Chorito" Noceda, Fausto Laguardia, Teobaldo Melgarejo, Armando "Rubité" Jara, Meza, Manuel "Nene" Jara, Saldívar entre otros, teniendo como D.T. al recordado Luis Magín Gómez.
Como monarca del fútbol paraguayo participó de la Copa Montevideo 1953.

### Décadas de 1960, 1970, 1980
En el año 1957 descendió a la Segunda División, en la temporada siguiente logró un nuevo título de esa división y así su retorno a la Primera División, aunque su estadía fue efímera ya que en la temporada 1959 volvió a descender. En 1960 logró ascender de nuevo con el campeón de la Segunda División el Sportivo San Lorenzo. Se mantuvo en Primera División desde 1961 hasta 1965. 
Luego jugó en la Segunda División en el año 1966 y en el año 1967 logró de nuevo el título de campeón en esta división, aunque no pudo ascender ya que tenía que jugar primero contra el último de la Primera División que fue el Sportivo San Lorenzo, equipo contra el que perdió la posibilidad de ascenso. En el año 1971 logró un nuevo título de la Segunda División y el ascenso, aunque solo jugó en la temporada 1972 en la Primera División ya que al término del campeonato volvió a descender.
En 1973 logró de nuevo el campeonato de la Segunda División, pero no ascendió ya que ese año se había suspendido los ascensos y descensos en los campeonatos de la Liga Paraguaya de Fútbol, pero al año siguiente logró de nuevo el campeonato y en esta ocasión también el ascenso a la Primera División. Aunque una vez más permaneció en la Primera División por solo una temporada 1975.
Jugó en las divisiones de ascenso desde 1976 hasta 1991.

### Década de 1990
En el año 1991 logró el título de la Primera de Ascenso (Segunda División) y así retornó a Primera División. Se mantuvo en la máxima categoría hasta la temporada 1999. En este periodo su mejor campaña fue el cuarto puesto en el Apertura 1998.

### SigloXXI
Al inicio del nuevo siglo el club jugaba en la División Intermedia, estuvo en esta categoría desde el 2000, en el año 2002 obtuvo el subcampeonato de esta división, y con esto la opción de jugar la promoción contra el penúltimo de la Primera División. El rival fue el Sportivo San Lorenzo, en el partido de ida el resultado fue de 2 - 2, pero en el partido de vuelta perdió por 1 - 2. Con lo que el Sportivo San Lorenzo se mantuvo en Primera División. En la temporada siguiente no pudo reprisar la buena temporada y al terminar en el penúltimo lugar de la Intermedia 2003 descendió a la Tercera División.
En la Tercera División jugó en las temporadas 2004, 2005 y en el 2006 logró ganar el título y el ascenso a la División Intermedia.
En la temporada 2007 pudo mantenerse en la División Intermedia, pero en la temporada 2008 al terminar en el último lugar volvió a descender a la Tercera División. 
Jugó en la Primera B desde la temporada 2009 hasta el 2014 temporada en la que al terminar en último lugar descendió por primera vez a la Cuarta División.
En la temporada 2015 de la Primera División C tuvo una gran primera fase y termina segundo en la tabla de posiciones, pero luego es eliminado en semifinales en tanda de penales.
En la temporada 2016 de la Primera División C, el club logró clasificar a la segunda fase del campeonato, tras jugar y ganar el desempate por el octavo puesto de la primera fase, que otorgaba el último cupo de clasificación a la siguiente fase, derrotando al club Sport Colonial. En la segunda fase formó parte del Grupo A y al terminar en el segundo puesto logró clasificar al cuadrangular final. En esta fase final del campeonato que otorgaba tres cupos de ascenso, el club terminó en el cuarto y último lugar, perdiendo así una gran posibilidad de ascender.
En la temporada 2017 de la Primera División C, el club realizó una gran temporada, luchando codo a codo con el club Atlántida en la parte alta de la tabla esperando lograr el título o uno de los 2 puestos de ascenso a la Primera División B. En la penúltima fecha se logró con anticipación el ascenso, llegando a la última fecha con las posibilidades de coronarse campeón, pero dicha opción se diluyó en los tres últimos minutos del partido contra el club Tembetary, aún pese a la derrota el equipo de las estrellitas logró el subcampeonato y el ansiado ascenso.
En la temporada 2018 de la Primera División B, el club logró la permanencia y culminó el campeonato en un cómodo séptimo puesto.

## Estadio
El club ejerce de local en el Estadio Coronel Félix Cabrera, más conocido como el Fortín de Tacumbú, tiene una capacidad para 6000 personas. También erróneamente a veces llaman al estadio como Francisco "Kiko" Reyes, pero realmente una de las tribunas es la que lleva el nombre de ese exjugador del club.  Una de las peculiaridades del club es que nunca cambió la ubicación de su campo de deportes, como sí ocurrió con otras instituciones del barrio.

## Jugadores

### Jugadores destacados
- Sixto Noceda: goleador del campeonato de la Primera División con 18 goles en 1944.
- Antonio Acosta: goleador del campeonato de la Primera División con 15 goles en el año 1953.
- Paulo Da Silva: seleccionado albirrojo, que debutó en la Primera División con el club.
- Edgar Antonio Denis Ayala: seleccionado albirrojo Copa América 1995,

## Datos del club
- Actualizado el 5 de julio de 2022

- Temporadas en 1.ª: 51

1912, 1917, 1920 a 1921, 1923 a 1928, 1930 a 1931, 1935 a 1957, 1959, 1961 a 1965, 1972, 1975 y 1992 a 1999
- Temporadas en 2.ª: 35

1911, 1918 a 1919, 1929, 1958, 1960, 1966 a 1971, 1973 a 1974, 1976 a 1991, 2000 a 2003 y 2007 a 2008
- Temporadas en 3.ª: 13

2004 a 2006, 2009 a 2014 2018, 2019, 2021, 2022
- Temporadas en 4.ª: 3

2015 a 2017
Detalles
1. ↑  1992, 1993, 1994, 1995, 1996, 1997, 1998 y 1999.
2. ↑  2007 y 2008.
3. ↑  2005 y 2006
4. ↑  2009, 2010, 2011, 2012, 2013 y 2014
5. ↑  2015, 2016 y 2017

### Participaciones internacionales
- Copa Montevideo (1): 1953.[12] Esta competencia se inició justamente en 1953. Es considerada precursora del actual mundial de clubes. Fue un torneo de verano no amistoso que reunía a los principales equipos de fútbol de Sudamérica y Europa.

## Palmarés

### Fútbol

#### Torneos nacionales
| Torneos nacionales oficiales  | Torneos nacionales oficiales                    | Torneos nacionales oficiales |
| Competición                   | Campeón                                         | Subcampeonatos               |
| ----------------------------- | ----------------------------------------------- | ---------------------------- |
| Primera División (1)          | 1952                                            |                              |
| Copa de campeones de Paraguay | -                                               | 1997                         |
| Segunda División (8/2)        | 1911, 1919, 1958, 1967, 1971, 1973, 1974, 1991. | 1929, 2002                   |
| Tercera División (1)          | 2006                                            |                              |
| Cuarta División (0/1)         |                                                 | 2017                         |

### Fútbol playa

#### Torneos nacionales
| Torneos nacionales oficiales      | Torneos nacionales oficiales | Torneos nacionales oficiales |
| Competición                       | Campeón                      | Subcampeonatos               |
| --------------------------------- | ---------------------------- | ---------------------------- |
| Superliga APF de Fútbol Playa (1) | 2022                         |                              |

#### Torneos internacionales
| Torneos nacionales oficiales          | Torneos nacionales oficiales | Torneos nacionales oficiales |
| Competición                           | Campeón                      | Subcampeonatos               |
| ------------------------------------- | ---------------------------- | ---------------------------- |
| Copa Libertadores de Fútbol Playa (1) | 2022                         | 2023                         |

## Curiosidades
- Es poco usual que la población en general pronuncie el apellido/término "Hayes" (jéis) en inglés, más bien lo pronuncia "leyéndolo" en castellano (ayes). Esto no sólo se aplica al club, también al departamento Presidente Hayes, a la ciudad Villa Hayes, etc.
- Es un club cuyo escenario siempre se mantuvo en el mismo lugar, a diferencias de otras instituciones que optaron por buscar nuevas sedes.
- El estadio de fútbol lleva el nombre de Coronel Félix Cabrera, en honor a José Félix Cabrera Prost, héroe militar paraguayo durante la contienda conocida como Guerra del Chaco y directivo del club.
- También se atribuye la denominación Kiko Reyes al estadio. Francisco "Kiko" Reyes fue un destacado jugador que tuvo brillante participación en el club y en otros clubes de Paraguay, Brasil y España. Aunque en realidad una de las tribunas y no el estadio lleva su nombre.
- Sin embargo, para la gran mayoría, este escenario se conoce como el Fortín de Tacumbú, por la dificultad de los equipos adversarios de obtener puntos en este escenario.[13][14]